# バリオバーン (シドニー・ライトレール)
この項目では、かつてオーストラリア・シドニーの路面電車（ライトレール）であるシドニー・ライトレールで使用されていた超低床電車のバリオバーンについて解説する。1997年に開通したインナーウエスト・ライトレールへ向けて7両が導入されたが後継車両の導入に伴い2015年に営業運転を終了し、1両を除いて解体された。

## 概要
オーストラリアの大都市・シドニーには1879年から営業運転を開始したスチームトラム牽引の客車列車による路面軌道を始祖とする路面電車が存在し、1950年代には290 kmにも及ぶ大規模な路線網が存在していた。だが、モータリーゼーションの進展の中で自家用車や路線バスへの急速な置き換えが進んだ結果、1961年2月25日をもってシドニーから路面電車は一旦姿を消した。
その後、石油危機や環境問題への意識の高まりを受けて路面電車の見直しが進み、シドニーでも都市の再開発に合わせて輸送力が高い路面電車（ライトレール）を復活させる動きが始まり、ABBグループの鉄道部門であるABBトランスポーテーション（→アドトランツ）を主体とした企業グループによって、建設・運営組織となるシドニーライトレール（Sydney Light Rail、SLR）が設立された。そして、同社がアドトランツへ向けて発注を実施したのが、同社が開発した超低床電車のバリオバーンであった。
バリオバーンは台車がないフローティング車体を挟んだ連接式の路面電車車両で、台車に車軸が存在しない独立車輪式台車を用いる事で車内の段差をなくし、車内全体の床上高さを抑えた100 %低床構造を実現させているのが特徴である。そのため、前後車体に設置されている動力台車は各車輪の外側に主電動機が設置され、継手によって直接動力が伝えられるハブモーター駆動が採用されていた。座席は2 + 2人掛けのクロスシートを基本としていたが、車幅を2,650 mmと広く取っている事から通路の幅を広く取る事が可能となっていた。
車両番号は「2101」から始まっていたが、これはシドニー市電最後の車両となったR1形・2087（1953年製）の続番とした事が理由である。

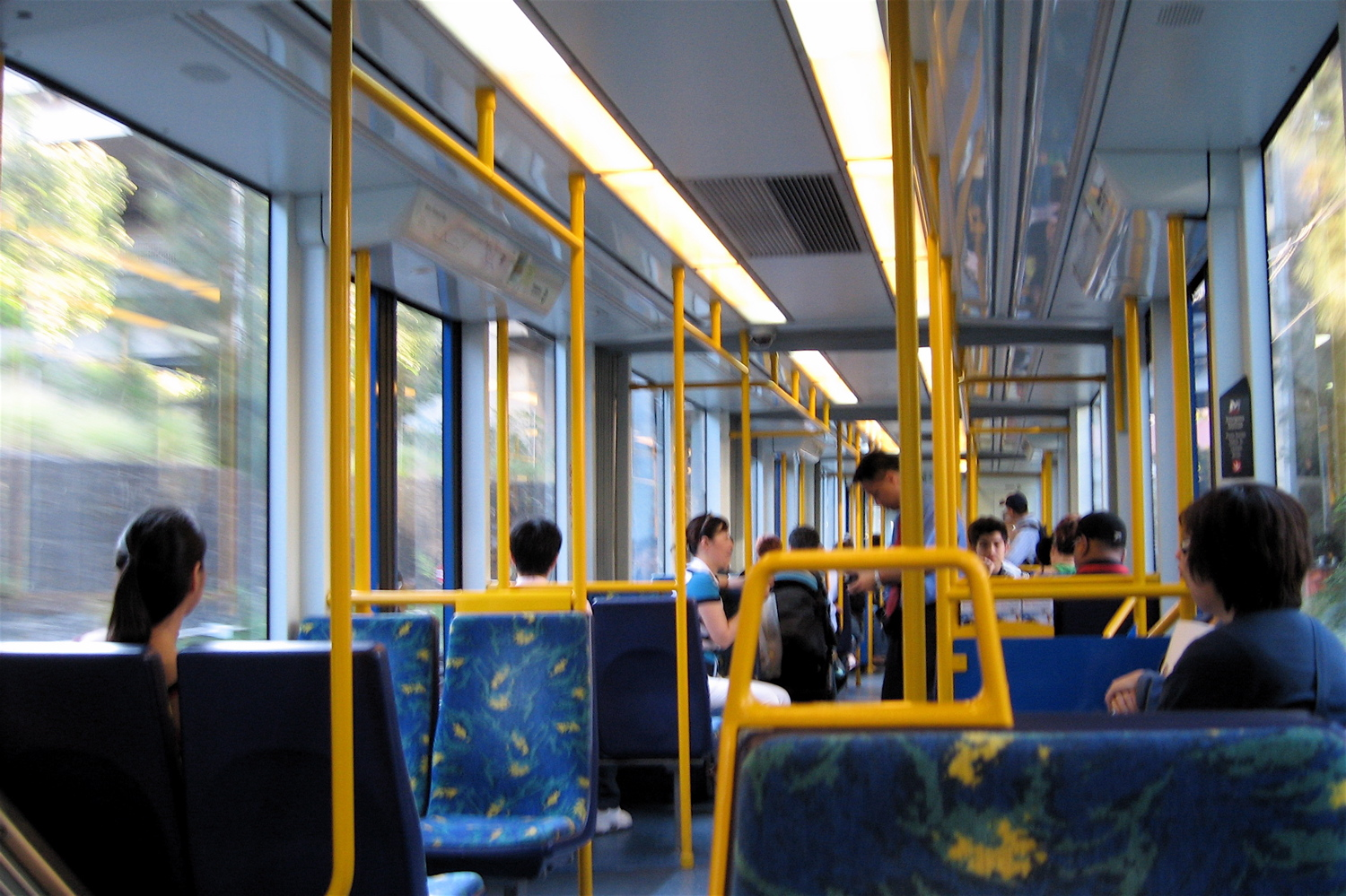
車内
運転室付近
車椅子スペースには折り畳み座席が設置されていた

## 運用
1996年から製造が行われ1997年から納入が始まった車両は、同年8月11日から始まった試運転を兼ねた無料運転に使用された後、8月31日に実施されたライトレールの開業式典を経て翌9月1日から営業運転を開始した。開通に備えて導入された車両は7両（2101 - 2107）であったが、そのうち2106は2013年に発生した脱線事故で損傷し廃車・解体された。それ以外の6両は以降も営業運転に使用されたが、新型車両のウルボス3が導入された事に伴い、2015年に営業運転から撤退した。
引退後は全車両とも売却が検討されていたものの買い手は現れず、3年半もの間屋外に留置された後にほとんどの車両が解体された。しかし、ラストナンバーの2107のみ解体を逃れ、2018年10月にシドニー路面電車博物館へと搬入された。それ以降は他車の部品も用いた修復作業が実施されており、将来的には動態保存運転が計画されている。ただし、2020年時点で冷房装置や制御装置を始めとした車両自体の修復のみならず、博物館の保存路線の分岐器や架線がバリオバーンの構造と適合していない事など施設側の都合もあり、乗客を乗せない短距離の走行のみ許可されている状況である。

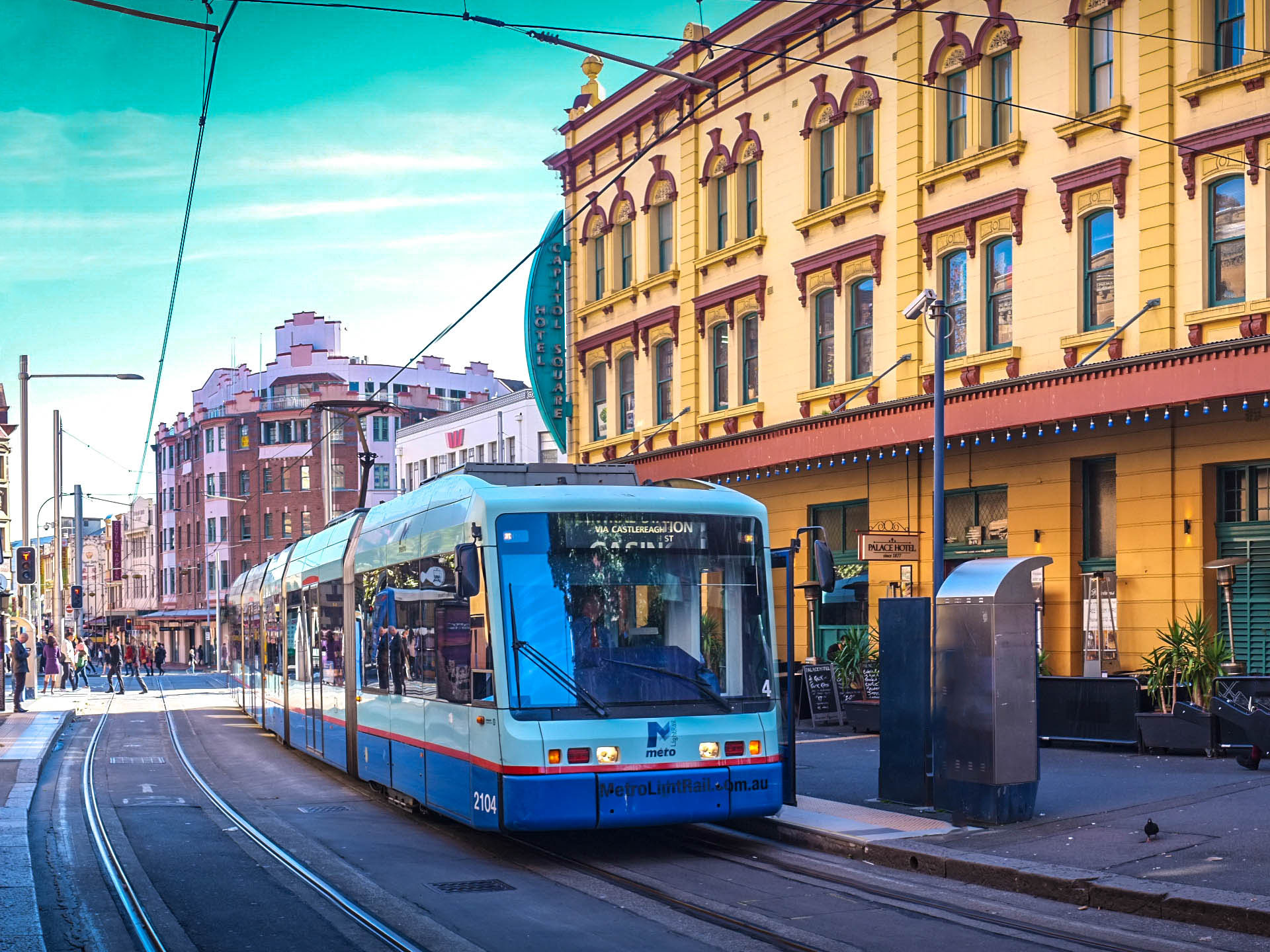
専用軌道を走行する車両（2013年撮影）
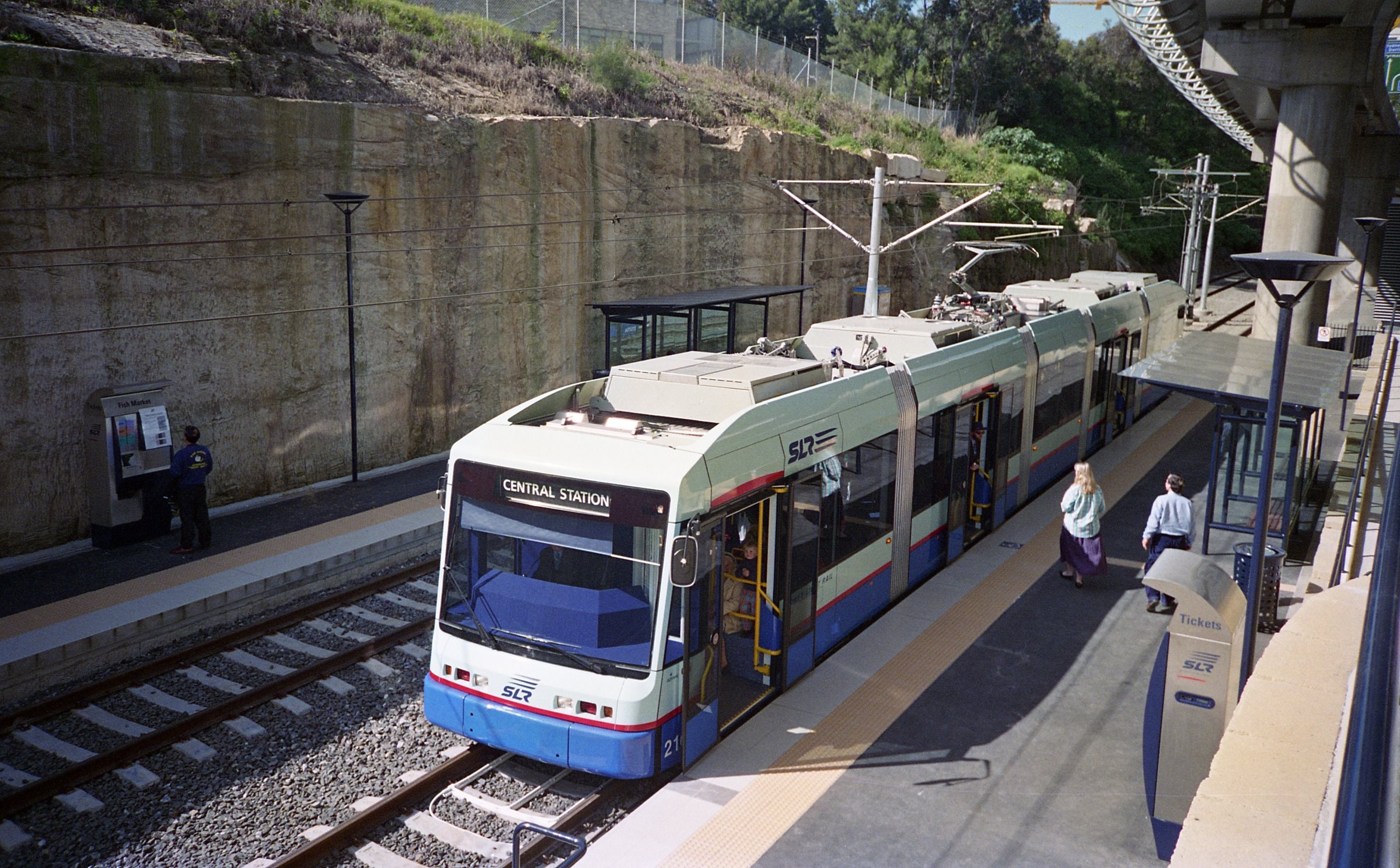
貨物線を転換した区間の駅に停車する車両（1997年撮影）
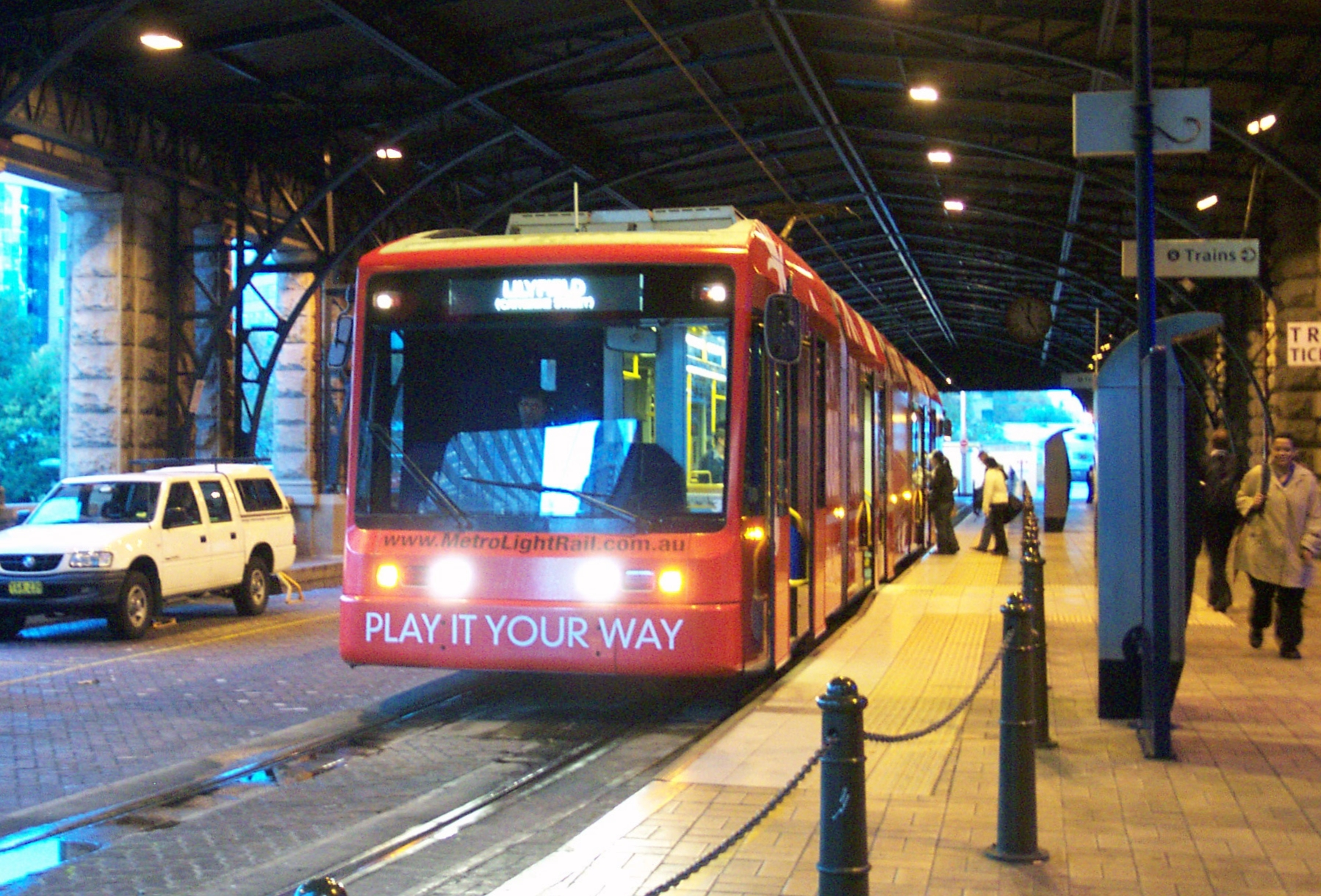
広告塗装（2005年撮影）
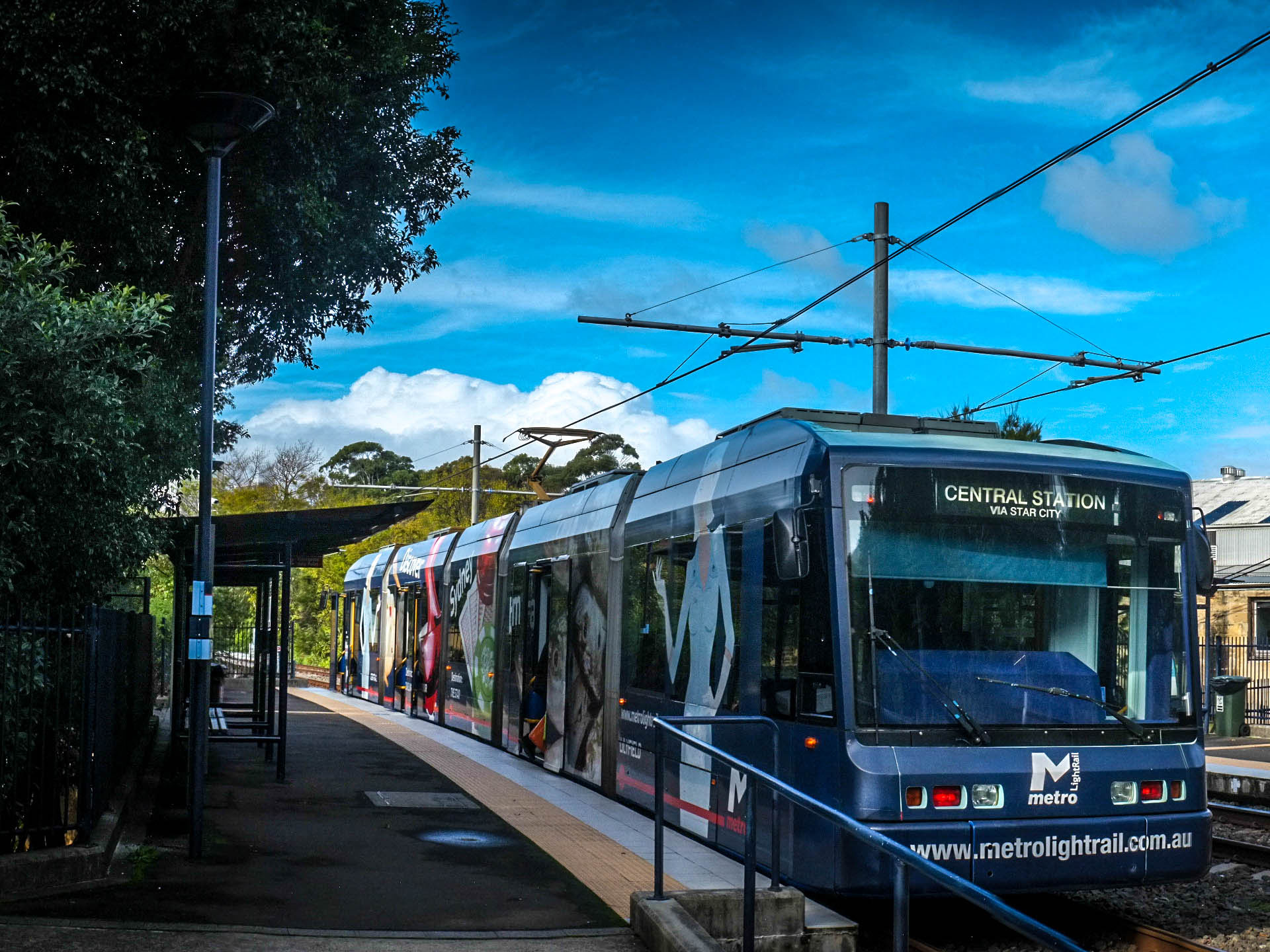
広告塗装（2013年撮影）
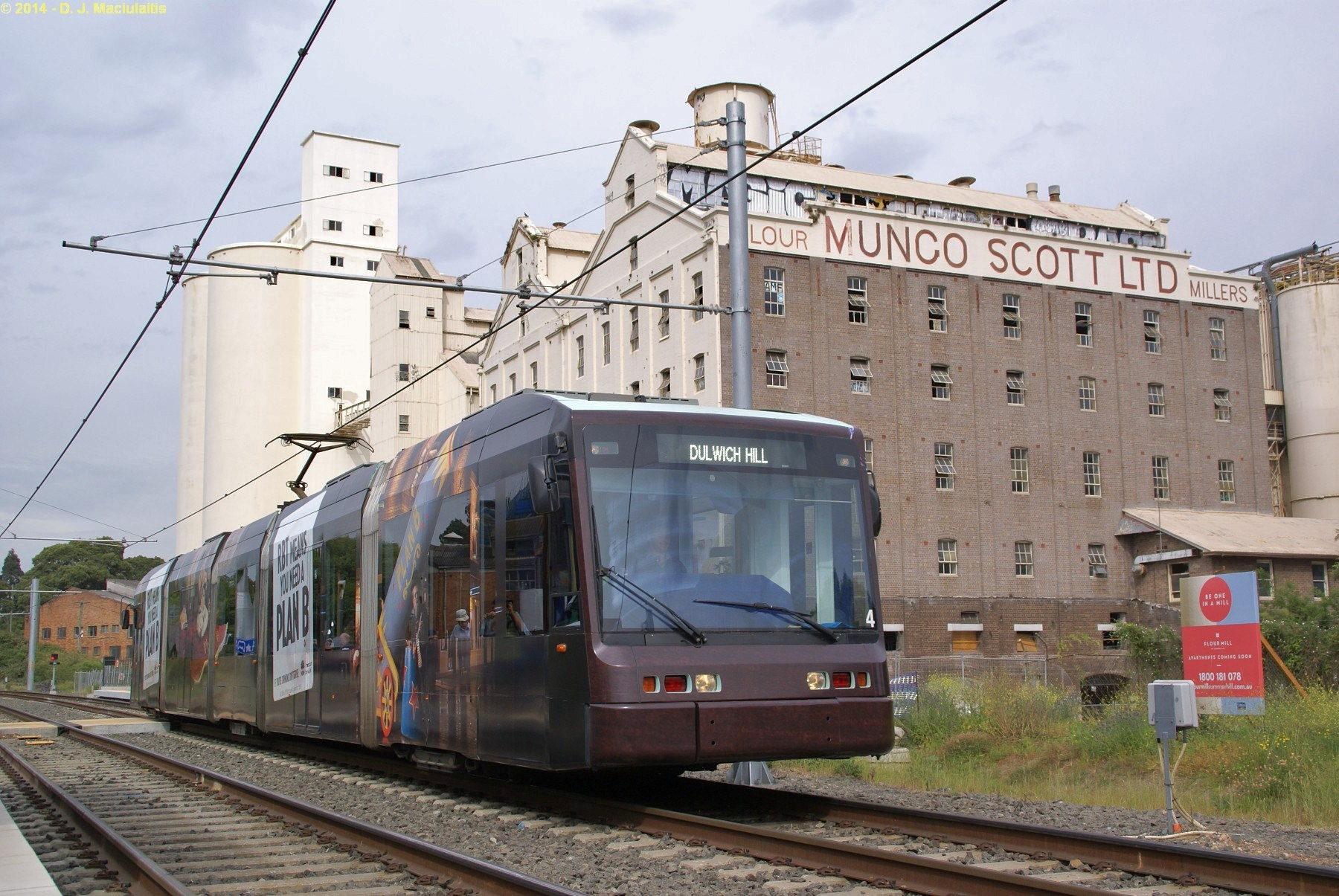
広告塗装（2014年撮影）
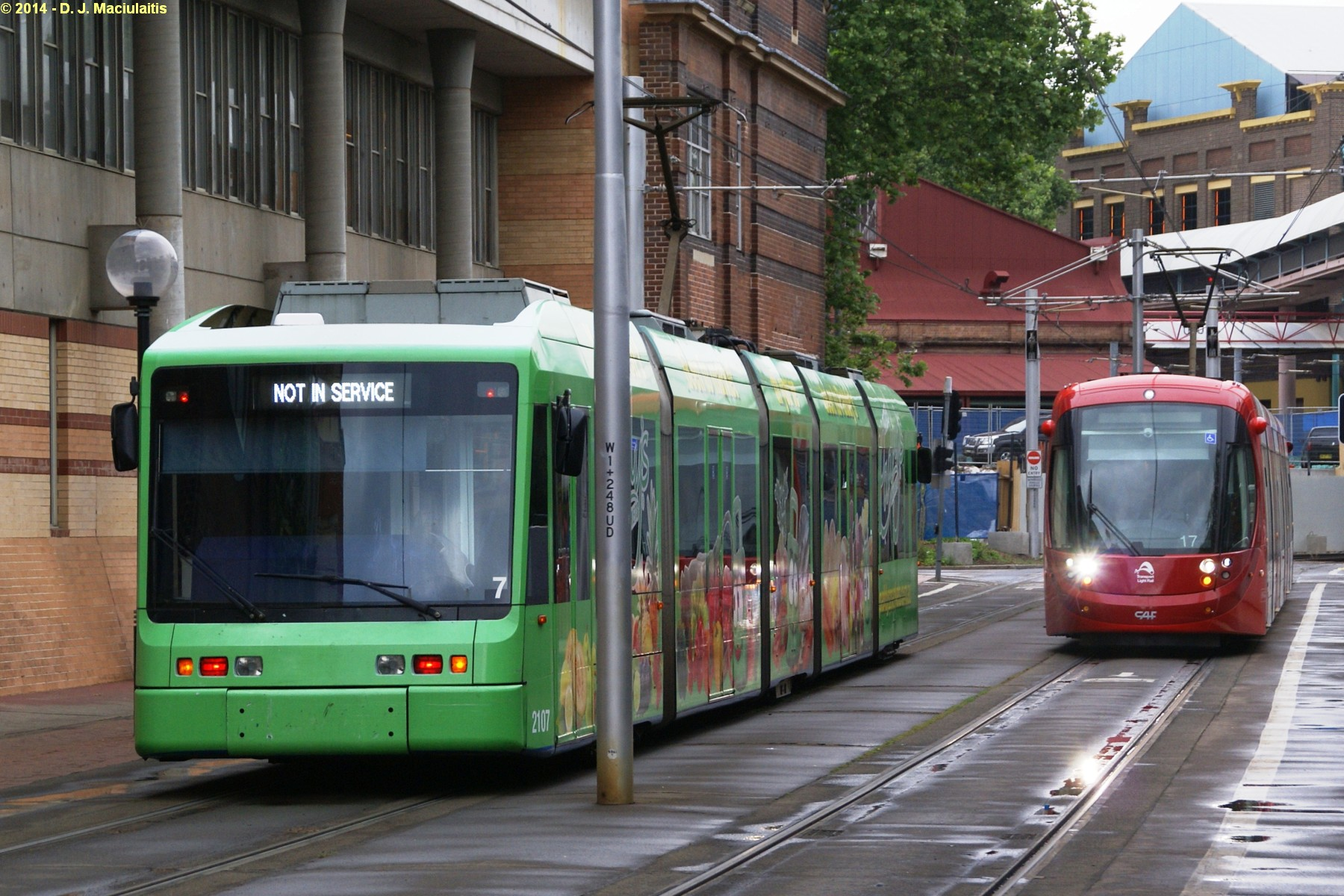
バリオバーン（左）はウルボス3（右）へ置き換えられた（2014年撮影）
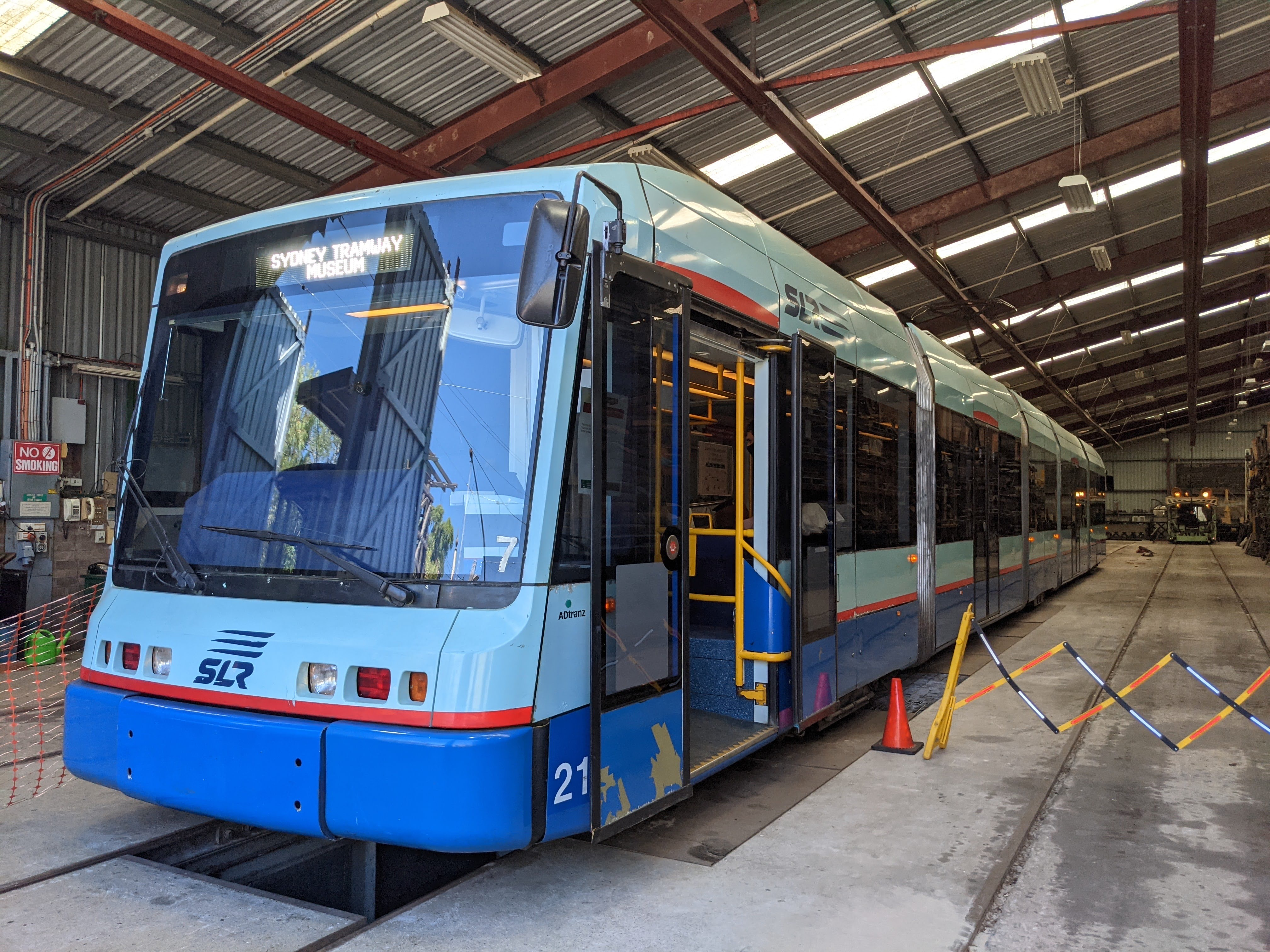
シドニー路面電車博物館で保存されている2107（2021年撮影）